# フィトール
フィトール（Phytol）は天然に存在する直鎖状のジテルペンアルコールの一つで、ビタミンE、ビタミンK合成の前駆体として用いられる。反芻動物では、植物体から摂取されたクロロフィル由来のフィトールは胃腸内発酵を受け、フィタン酸に変換され脂肪として貯蔵される。ヒトにおいてもフィテン酸を経てフィタン酸へと代謝される。
油状の液体で水には溶けず、有機溶媒に溶ける。

## 存在
ベルペッパー(赤、黄)、ロケットサラダ、唐辛子に多い。